# Буттала (підрозділ окружного секретаріату)
Підрозділ окружного секретаріату Буттала — підрозділ окружного секретаріату округу Монерагала, провінція Ува, Шрі-Ланка. Головне місто - Буттала. Складається з 29 Грама Ніладхарі.

## Демографія
| Кількість Грама Ніладхарі | Населення (2012) | Площа (км2) | Густота населення (/км2) | Села |
| ------------------------- | ---------------- | ----------- | ------------------------ | ---- |
| 29                        | 53084            | 711         | 75                       | 134  |